# (5454) Kojiki
(5454) Kojiki ist ein Asteroid, welcher am 12. März 1977 von Kiichirō Furukawa und Hiroki Kōsai vom Kiso-Observatorium aus entdeckt wurde.
Der Asteroid ist nach dem ersten japanischen Sagen- und Märchen-Buch Kojiki benannt, welches man von 628 bis 712 erstellte. Es ist eine wichtige Informationsquelle über das alte Japan.

## Weblink
- (5454) Kojiki im JPL Small-Body Database Browser